# Strönasjön
Strönasjön är en sjö i Osby kommun i Skåne och ingår i Skräbeåns huvudavrinningsområde. Sjön är 6,4 meter djup, har en yta på 0,298 kvadratkilometer och befinner sig 128,1 meter över havet. Vid provfiske har bland annat abborre, braxen, gädda och gös fångats i sjön.

## Delavrinningsområde
Strönasjön ingår i det delavrinningsområde (625229-141217) som SMHI kallar för Vid Q i Län punkt. Medelhöjden är 150 meter över havet och ytan är 32,99 kvadratkilometer. Det finns inga avrinningsområden uppströms utan avrinningsområdet är högsta punkten. Vattendraget som avvattnar avrinningsområdet har biflödesordning 2, vilket innebär att vattnet flödar genom totalt 2 vattendrag innan det når havet efter 63 kilometer. Avrinningsområdet består mestadels av skog (62 %), öppen mark (12 %), jordbruk (10 %) och sankmarker (11 %). Avrinningsområdet har 0,61 kvadratkilometer vattenytor vilket ger det en sjöprocent på 1,9 %.

## Fisk
Vid provfiske har följande fisk fångats i sjön:
- Abborre
- Braxen
- Gädda
- Gös
- Mört
- Sutare